# Veitchia vitiensis
Veitchia vitiensis es una especie de palmera originaria de Fiyi.

## Descripción
Es una palmera que alcanza un tamaño de hasta 16 m de altura con cerca de 20 cm de diámetro. La longitud de la hoja central de 45 cm, anchura 6,5 cm. La inflorescencia masculina alcanza una longitud de 1 m con 24-32 estambres con una longitud de 9 mm. Las flores femeninas con pétalos de 8 mm. Frutas de color rojo o naranja de forma oval o elíptica (a veces esférica de 11-22 mm de diámetro.

## Taxonomía
Veitchia vitiensis fue descrito por (H.Wendl.) H.E.Moore y publicado en Gentes Herbarum; Occasional Papers on the Kinds of Plants 8: 514. 1957.
Etimología
Veitchia: nombre genérico otorgado en honor de James Veitch (1792-1863), famoso horticultor británico.
vitiensis: epíteto
Sinonimia
- Balaka spectabilis Burret
- Ptychosperma pickeringii H.Wendl.
- Ptychosperma vitiensis H.Wendl.
- Saguaster pickeringii (H.Wendl.) Kuntze
- Saguaster vitiensis (H.Wendl.) Kuntze
- Veitchia pickeringii (H.Wendl.) H.E.Moore
- Veitchia smithii (Burret) H.E.Moore
- Vitiphoenix pickeringii (H.Wendl.) Burret
- Vitiphoenix smithii Burret
- Vitiphoenix vitiensis (H.Wendl.) Burret[4][5]